# Different (Robbie Williams)
Different è una canzone di Robbie Williams, secondo singolo estratto dal suo nono album Take the Crown. Il singolo è stato pubblicato per il download digitale su etichetta Universal Records.
Il singolo è stato scritto da Gary Barlow, Robbie Williams e Jacknife Lee, quest'ultimo anche produttore del brano.

## Il brano
Different è un brano pop introspettivo dove il cantante parla della sua relazione con la compagna, promettendo di cambiare e porsi in modo differente nei confronti della vita. Riguardo al brano Williams ha dichiarato: "Un grande sforzo è andato in questa canzone, che è una dichiarazione molto personale."

## Videoclip
Il videoclip del singolo è stato diretto da W.I.Z. ed è suddiviso in due diverse ambientazioni, una parte girata in bianco e nero che racconta una tormentata storia d'amore dall'epilogo tragico e una parte a colori in cui Williams veste i panni di un direttore di un'orchestra tutta al femminile.

## Tracce
1. Different – 4:52 (Robbie Williams, Gary Barlow, Jacknife Lee)
2. On My Own (feat. Tom Jones) – 3:21 (Robbie Williams, Kelvin Andrews, Danny Spencer)
3. Soul Tranmission – 4:27 (Robbie Williams, Kelvin Andrews, Danny Spencer)
4. White Man in Hanoi – 3:51 (Robbie Williams, Tim Metcalfe, Flynn Francis)
5. The Promise – 3:49 (Robbie Williams, Paul Freeman)

### German digital download bonus track
1. Different (feat. Gary Barlow) – 4:32 (Robbie Williams, Gary Barlow, Jacknife Lee) – Live

## Classifiche
| Classifica (2012) | Posizione massima |
| ----------------- | ----------------- |
| Austria           | 37                |
| Belgio (Fiandre)  | 62                |
| Belgio (Vallonia) | 58                |
| Germania          | 31                |
| Regno Unito       | 64                |